# Alberto da Genova
Sant'Alberto da Genova (Genova, 1095 circa – Sestri Ponente, 8 luglio 1180) è stato un religioso italiano.
La data di nascita è controversa e secondo alcune fonti andrebbe indicata nell'anno 1095. Incerti sono pure il luogo di nascita e l'anno della sua morte. Nacque a Genova e passò l'infanzia facendo il pastore.

## Biografia
Alberto fu monaco ed eremita e morì nel suo eremo, sulle alture di Sestri Ponente, come riporta una scritta sopra la grotta in cui trascorse parte della sua vita.
La Sestri Ponente del suo tempo era una località abitata da poche famiglie di contadini o pescatori: nel luogo in cui è oggi l'abitato costiero, si trovava allora il mare, poi ritiratosi verso il XVI-XVII secolo con la formazione della spiaggia. La costa arrivava al golfo detto del Priano, sotto l'attuale chiesa della Virgo Potens, dove si trovava un piccolo abitato.
Unica biografia rimasta è un manoscritto del Cinquecento, conservato nell'archivio della parrocchia di San Giovanni Battista di Sestri Ponente. Manca qualsiasi ulteriore dato essendo andato distrutto il convento di Sant'Andrea e con esso i suoi archivi. Secondo quell'unica biografia, il santo scoprì la sua vocazione da ragazzo assistendo alla sacra rappresentazione della conversione dell'eremita Teobaldo. Conobbe anche l'eremita Giovanni, che viveva in un'altra grotta sulle alture di Sestri Ponente.
Si ritirò alla vita da eremita una prima volta tra il 1110 e il 1115.
Alberto entrò da giovane, tra il 1120 e il 1125, come cuoco, nell'abbazia di Sant'Andrea, posta tra Sestri Ponente e Cornigliano (tuttora esistente anche se sconsacrata). Non era colto, contrariamente agli altri monaci; anche per questo forse preferì lasciare la piccola comunità.
Nel 1129, al momento della scissione fra benedettini e cistercensi, scelse la regola cistercense e rimase nell'abbazia.
Tra il 1140 e il 1150, aspirando ad una vita solitaria di preghiera e penitenza, si ritirò in una grotta sulle pendici del monte Contessa, in un pianoro chiamato "la rocca", alle spalle di Sestri Ponente (a meno di un'ora a piedi), dove visse per molti anni da eremita fino alla sua morte.
Seguì il regime di eremitaggio, ricevendo periodicamente la visita dei confratelli che gli portavano i viveri e lo mantenevano entro l'ordine monastico. La sua fama crebbe e cominciò ad accorrere la gente del popolo al suo rifugio. Visse oltre ottanta anni; morì (si suppone) nel 1180, forse l'8 luglio 1180, data attestata da un'iscrizione presso la sua grotta.

## Il culto
Secondo la tradizione fu canonizzato da papa Innocenzo IV, che giunse a Genova il 7 luglio 1244 a causa di problemi politici, nel momento della lotta contro l'imperatore Federico II di Svevia, alla vigilia della festa di Sant'Alberto.
Rimanendo per tre mesi all'Abbazia di Sant'Andrea, il Papa ebbe modo di apprezzarlo. Dopo vent'anni dalla sua morte era già stata eretta una chiesa a lui dedicata.
Una leggenda devozionale narra che il cibo da lui cucinato si "moltiplicava miracolosamente" in tal modo che potesse sfamare i poveri. A Sestri Ponente, dove gli è dedicato un santuario, è venerato come santo patrono.
La sua memoria viene celebrata l'8 luglio.

## I luoghi

### La grotta
Il piano della Rocca sta sulla dorsale collinare divisorio delle alture di Pegli, con la Val Varenna, da quelle di Sestri Ponente. Da questo monte si domina tutta la costa genovese; poco distante, sempre sullo stesso colle, i cui resti vennero rinvenuti negli scavi per la realizzazione del cimitero dei Pini Storti, era esistito un antico castellaro ligure. Il pianoro dove si era ritirato l'eremita era sul versante a mare del monte Contessa, che divide la valle del torrente Molinassi da quella del torrente Marotto.

### La chiesa di Sant'Alberto sul Monte Contessa
Una prima chiesa o cappella dedicata ad Alberto era stata eretta a due decenni dalla sua morte. La santificazione veniva a sancire questo primo culto, nutrito dai numerosi miracoli a lui attribuiti post mortem. La chiesa riconosciuta venne pertanto costruita nel XIII secolo e ricostruita nel 1435.
Ebbe molti restauri, anche in tempi recenti per la facciata. La zona dove si trova la chiesa è sulle colline di Sestri, appartata dalla città, sopra la valle dei Molinassi che conserva ancora dei vecchi mulini.
Da Sant'Alberto prende nome la frazione a monte di Sestri Ponente dov'è la chiesa e dove si arriva dalla via di Sant'Alberto.